# Гайслер, Вильгельм
Вильгельм Эрнст Мориц Гайслер (нем. Wilhelm Ernst Moritz Geißler; 30 июня 1875, Лейпциг — 12 февраля 1937, Дрезден) — немецкий инженер-строитель, профессор Дрезденского технического университета.

## Биография
Вильгельм Эрнст Мориц Гайслер родился 30 июня 1875 года в Лейпциге. После получения среднего образования в Бранденбурге-на-Хафеле в 1894 году, он изучал математику и гражданское строительство в Дрезденском техническом университете. Во время учебы он стал членом студенческого братства «Ассоциация немецких студентов Дрездена» (Verein Deutscher Studenten Dresden). В 1903 году он получил пост главного инженера при строительстве нового здания Лейпцигского вокзала. В 1904 году Гайслер был назначен строительным инспектором (Stadtbauinspektor) в берлинском дворце Шарлоттенбург. В 1909 году он вошел в городской строительный совет в Нордхаузене, а в 1920 — в высший городской строительный совет (Stadtoberbaurat) в Дуйсбурге.
С 1925 по 1937 год Вильгельм Гайслер состоял профессором по городскому гражданскому и дорожному строительству в Дрезденском университете. Он также возглавлял исследовательский центр в испытательном бюро дорожного строительства в Дрездене. 11 ноября 1933 года Гайслер был среди более 900 ученых и преподавателей немецких университетов и вузов, подписавших «Заявление профессоров о поддержке Адольфа Гитлера и национал-социалистического государства». Скончался 12 февраля 1937 года в Дрездене.

## Работы
- Kanalisation und Abwasserreinigung, Springer, Berlin 1933.
- Der Straßenbau, de Gruyter, Berlin 1934, ISBN 978-3-11-100888-2.